# Die Träumer
Die Träumer (Originaltitel The Dreamers) ist ein Spielfilm aus dem Jahr 2003. Das Werk des italienischen Regisseurs Bernardo Bertolucci basiert auf mehreren Werken von Gilbert Adair, der auch das Drehbuch schrieb. Vor dem Hintergrund der Unruhen von 1968 in Paris schildert er die erotischen Erfahrungen dreier junger Menschen.

## Handlung
Der US-amerikanische Austauschstudent Matthew, der im Paris des Jahres 1968 noch niemanden kennt, begegnet vor der Cinémathèque française den Zwillingen Isabelle und Théo. Als deren Eltern in den Urlaub fahren, verfügen sie über die Wohnung und laden Matthew ein, zu ihnen zu ziehen. Die kinoverrückte Gruppe besucht Vorführungen in der Cinémathèque, bis diese wegen studentischer Unruhen eingestellt werden. Während die Proteste sich steigern, verlassen die drei kaum noch ihre Wohnung. Das Trio genießt stattdessen das Zusammensein, spielt Filmszenen nach, und allmählich entwickelt sich zwischen ihnen auch eine erotische Spannung.
Matthew wird anfangs spielerisch, dann zunehmend in das einbezogen, was eine seit langem bestehende, heimliche erotische Beziehung der Zwillinge zu sein scheint. Das Kräftemessen in ihren Spielen nimmt seinen Lauf. Als Théo eine Filmszene nicht erraten kann, muss er zur Strafe vor ihnen masturbieren. Eine andere „Strafe“ trifft Matthew, der mit Isabelle schlafen muss und hinterher feststellt, dass sie noch Jungfrau war. Isabelle und Matthew werden ein Paar, doch tut dies vorerst der engen Beziehung zwischen Isabelle und Théo keinen Abbruch. Ein Konflikt zwischen den dreien zeichnet sich aber ab, als Matthew Isabelle dazu bringen will, unabhängiger von ihrem Bruder zu agieren. Isabelle ist zu einer Loslösung von ihrem Bruder jedoch nicht bereit. Das insulare Leben stößt an seine Grenzen, als ihnen die Lebensmittel ausgehen. Isabelle baut in der Wohnung ein Zelt aus Decken, Tüchern und Bettzeug auf, in dem sie schlafen.
Bei ihrer vorzeitigen Heimkehr entdecken die Eltern eine Wohnung voller Unordnung und geleerte Flaschen aus ihrem teuren Weinvorrat. Sie verzichten jedoch darauf, die nackt im halboffenen Zelt schlafenden Jugendlichen zu wecken, hinterlassen ihnen einen Scheck und entfernen sich. Isabelle wacht nach einer Weile als Erste auf und bemerkt den Scheck. Erschrocken sucht sie die Wohnung nach ihren Eltern ab. Als ihr klar wird, dass sie wieder gegangen sind, will sie ihren gegenüber Matthew angekündigten Selbstmord für den Fall, dass ihre Eltern die Geschwisterliebe bemerken, verwirklichen. Sie schließt einen Schlauch an die Gasleitung in der Küche an und legt sich damit zurück zwischen die schlafenden Jungen im Zelt. Als plötzlich ein Stein eines auf der Straße vorbeiziehenden Demonstrationszugs die Fensterscheibe zerschlägt und die Jungen aufwachen, eilt sie mit dem Schlauch in die Küche zurück und unterbricht die Gaseinleitung. Auf die Frage der Jungen, weshalb es so merkwürdig rieche, antwortet sie, das sei Tränengas.
Die drei jungen Leute schließen sich dem Demonstrationszug auf der Straße an. Dieser kommt vor einer Polizeiblockade zum Stehen, und einige Gewaltbereite beginnen Pflastersteine zu werfen. Théo will sich ihnen anschließen und einen Molotow-Cocktail gegen die Polizeiblockade werfen. Matthew versucht erfolglos, ihn davon abzubringen, indem er ihn an seine Matthew gegenüber häufig geäußerte pazifistische Grundeinstellung erinnert. Théo und Isabelle lassen Matthew jedoch allein zurück. Als Théo den Molotow-Cocktail wirft, stürmt die Polizei mit Schlagstöcken und Schusswaffen auf die Demonstranten zu.

## Politik, Kino und Sex
Die Handlung orientiert sich lose an Gilbert Adairs Roman The Holy Innocents (1988); der Autor lebte Ende der 1960er Jahre in Paris. Drehbuchautor Adair hat im Film einen Cameo-Auftritt als Louvre-Besucher. Für sein Drehbuch verwendete er zudem Motive aus seinen Werken Träumer (Originaltitel: The Dreamers) und Buenas Noches, Buenos Aires (beide 2003). Den Hintergrund der Erzählung bilden die Ereignisse um die Absetzung von Henri Langlois, dem Direktor der Cinémathèque française, durch den gaullistischen Kulturminister André Malraux im Februar 1968. Viele Filmemacher, darunter Vertreter der Nouvelle Vague wie Truffaut und Godard, hatten in den Jahrzehnten nach dem Krieg durch die Aufführungen der Cinémathèque die Filmgeschichte kennengelernt. Auch Bertolucci hatte bei seinen Paris-Reisen die Vorführungen in der Cinémathèque besucht. Den Mai 1968 verbrachte er jedoch in Rom mit dem Dreh seines Spielfilms Partner. Langlois’ Absetzung durch die gaullistische Regierung löste gravierende Proteste von Filmstudenten und bekannten Filmregisseuren aus. Es kam zu gewalttätigen Krawallen. Die Proteste führten zur Wiedereinstellung von Langlois, und den Studenten wurde bewusst, dass sie auf der Straße eine gesellschaftliche Macht sein konnten. Der Kampf um die Cinémathèque war der Beginn weiterer Unruhen, die im Generalstreik im Mai mündeten.
In den Szenen über die Proteste vor der Cinémathèque tritt Jean-Pierre Léaud kurz in einem Cameo auf, gegengeschnitten mit schwarzweißen Originalaufnahmen von damals, die ihn mit anderer Filmprominenz zeigen. Auch der Schauspieler Jean-Pierre Kalfon spielt in derselben Szene in einem Kurzauftritt sich selbst. Nebst diesem dokumentarischen Material hat Bertolucci zahlreiche Zitate aus Filmklassikern eingebaut. Darunter sind Werke wie Der Kameramann von Buster Keaton, Lichter der Großstadt von Charles Chaplin, Scarface, Freaks, Blonde Venus mit Marlene Dietrich, Königin Christine mit Greta Garbo, Top Hat mit Fred Astaire und Ginger Rogers, Schock-Korridor, Mouchette sowie die Filme Außer Atem und Die Außenseiterbande von Jean-Luc Godard. Das Rennen durch den Louvre aus der Außenseiterbande ahmen die drei Jugendlichen selber nach und unterbieten die Zeit. Die Einwilligungen der Rechteinhaber, die gewünschten Ausschnitte aus Godards Filmen zu verwenden, lagen vor, doch Bertolucci wollte auch Godards persönliche Erlaubnis und rühmte danach Godards Großzügigkeit. Bezüge zur Filmgeschichte bestehen auch auf der Ebene der Rollenbesetzung: Louis Garrels Vater ist Philippe Garrel, dem 1968 als Filmregisseur der Durchbruch gelang, und Eva Green ist die Tochter von Marlène Jobert, die in Godards Masculin Feminin mitwirkte.
Die drei Jugendlichen verehren das Kino, als sei schon das bloße Filmeschauen ein revolutionärer Akt; es ist für sie die beste aller Welten. Erzählt wird aus der Perspektive des Amerikaners. Amerikanische Unschuld steht neben europäischem Intellektualismus. „Während beim Amerikaner stets die Vernunft die Oberhand behält, ist der Franzose ein Romantiker bis aufs Blut.“ Der film-dienst bemängelte, dass die Figur Matthew unhistorisch sei, aufgrund ihres Realitätssinns und ihrer Ablehnung jeder Gewalt eher der Gegenwart entstamme. Die sich damals in Paris aufhaltenden jungen US-Amerikaner wollten jedoch nicht in den Vietnamkrieg ziehen und gehörten zu den Menschen, die Gewalt ablehnten. Der Handlungsraum verengt sich; die Besuche der drei außer Haus konzentrieren sich zunächst auf die Cinémathèque, dann folgt ein Rückzug in die Wohnung, zuletzt in ein Zelt innerhalb der Wohnung. Das erinnerte viele an Bertoluccis Der letzte Tango in Paris, der sich zu einem großen Teil im geschlossenen Raum einer Pariser Stadtwohnung abspielte. Bertolucci bestätigte die Ähnlichkeit: Die Träumer konzentriere sich auf das Individuum, das sich vor dem drohenden Erwachsenwerden in die Wohnung wie in einen Mutterschoß verkrieche, ähnlich wie in seinem anderen Film. Einen Unterschied sieht er aber in der dargestellten Sexualität: Sie sei im Letzten Tango schwermütig und düster, bei den Träumern angenehm und sinnlich. Erst ein Pflasterstein durchbricht die Isolation der Jugendlichen und macht ihnen klar, dass es da draußen ein Leben gibt, in dem etwas los ist. Letztlich stellt Bertolucci in den drei Jugendlichen sich selber dar: Wie Isabelle war er kinoverrückt und versuchte jede Einzelheit in seinem Leben zu inszenieren, wie Théo diskutierte er über Politik und Poesie und suchte künstlerische Distanz zum Vater, der ebenfalls Dichter war. Man kann Isabelle, den pragmatischen Matthew und Théo gar als Es, Ich und Über-Ich auffassen.

### Bertoluccis Bemerkungen zum Film
Ein Grund, diesen Film zu machen, war für Bertolucci das gegenwärtige Unwissen darüber, was die damalige Generation wirklich bewegt hat. Heute wüssten nur noch wenige, dass es Filmbegeisterte gewesen seien, welche die Pariser Mai-Unruhen ausgelöst hätten. Die Beteiligten hofften, die Welt zu verändern, und wussten, dass sie an dieser Veränderung irgendwie beteiligt sein würden. „Ich habe keinen historischen Moment erlebt, der einen solchen Glanz hatte, eine solche Magie, einen solchen Enthusiasmus!“ Und: „Die 1960er Jahre waren für mich die beste Zeit meines Lebens.“ Er wolle nichts überhöhen, aber das Publikum dazu anregen, wie die Bewegung die Gesellschaft verändert hat. Die Zurückdrängung autoritärer Erziehungsformen, die Stärkung der Demokratie und der Frauen sowie freiere Sexualität seien Errungenschaften, die der Bewegung anzurechnen sind. In den Globalisierungsgegnern sieht er so etwas wie Erben der 1968er-Bewegung.

## Musik und Soundtrack
1. „Third Stone from the Sun“ – Jimi Hendrix
2. „Hey Joe“ (Cover Version) – Michael Pitt & The Twins of Evil
3. „Quatre Cents Coups“ – Jean Constantin
4. „New York Herald Tribune“ – Martial Solal
5. „Love Me Please Love Me“ – Michel Polnareff
6. „La Mer“ – Charles Trenet
7. „Song For Our Ancestors“ – Steve Miller Band
8. „The Spy“ – The Doors
9. „Tous les garçons et les filles“ – Françoise Hardy
10. „Ferdinand“ (aus Antoine Duhamels Partitur von „Pierrot Le Fou“)
11. „Dark Star“ – The Grateful Dead
12. „Non, je ne regrette rien“ – Édith Piaf

## Synchronisation
In der deutschen Synchronfassung wurde mit Manja und Alexander Doering ein echtes Geschwisterpaar für die Stimmen von Isabelle und Théo eingesetzt.
| Rolle                        | Darsteller                         | Synchronsprecher  |
| ---------------------------- | ---------------------------------- | ----------------- |
| Matthew                      | Michael Pitt                       | Norman Matt       |
| Isabelle                     | Eva Green                          | Manja Doering     |
| Théo                         | Louis Garrel                       | Alexander Doering |
| Mutter von Isabelle und Théo | Anna Chancellor                    | Evelyn Maron      |
| Vater von Isabelle und Théo  | Robin Renucci                      | Stephan Schwartz  |
| Jean-Pierre Léaud            | Jean-Pierre Léaud (als er selbst)  | Friedhelm Ptok    |
| Jean-Pierre Kalfon           | Jean-Pierre Kalfon (als er selbst) | Wolfgang Condrus  |

## Rezeption

### Kinoauswertung
Die Träumer spielte an den Kinokassen weltweit über 15 Millionen US-Dollar ein. Nach Bertoluccis oft eher erfolglosen Filmen in den 1990er-Jahren bedeutete Die Träumer damit ein kommerzielles Comeback.

### Schwerpunkte der Filmkritik
In den deutschsprachigen Feuilletons war der Grundtenor oft positiv, wenngleich es auch kritische Stimmen gab. Statt mittels langer Debatten vermittle Bertolucci die Erfahrung sexueller Freiheit in wunderbaren Bildern, so die Frankfurter Rundschau. Einer vereinzelten Stimme, der Film sei unverklemmt und keine Altherrenfantasie, standen mehrere Kritiken gegenüber, die genau das feststellten, auch einen „feuchten Traum“, in dem „mit epischer Wollust an jeder Einstellung und dezentem Voyeurismus“ attraktive Körper zur Schau gestellt werden. Es seien nostalgische Männerfantasien eines gealterten Regisseurs, der auf die Jugend herabschaue und unnötigerweise Matthews halb aufgerichteten Penis und Isabelles Schamlippen zeigt; zudem sei es unglaubwürdig, dass Isabelle noch Jungfrau gewesen sein soll. Bertolucci zeige Provokatiönchen und Klischees; obwohl er die Errungenschaften der sexuellen Revolution preisen wolle, rücke er Genitalien und andere entblößte Körperteile ins Bild, als seien sie etwas Ungeheuerliches. Er wolle der bürgerlichen Moral die Zähne zeigen, auch wenn sie nicht mehr richtig zubeißen könnten. Gelegentliche Zustimmung gab es zu den Darstellern, die unverbraucht seien und „ungemein natürlich“ aufträten. Einige lobende Erwähnung fand auch Bertoluccis Umgang mit dem Kino und sein Zitieren aus Filmklassikern. Er mache das „ebenso klug wie leidenschaftlich“, unverkrampft und nie belehrend, und die Zitate aus Launen des Augenblicks seien entwaffnend. In einer ansonsten negativen Rezension wurden sie als einziger Glanz des Films bezeichnet.
Wie Adairs Roman hier verfilmt wurde, konnte die NZZ am Sonntag nicht froh stimmen. Bertolucci habe die dunklen Seiten der Protagonisten ausgeblendet, und statt der Qual ihres Huis clos zeige er kulinarische Erotik als Ausdruck politischer Befreiung. Aus gefährdeten Jugendlichen im Buch seien kosmopolitische Hedonisten geworden. Demgegenüber fand der film-dienst, die psychischen Vorgänge im Innern der Wohnung und die politischen außen auf der Straße seien elegant ineinander verschränkt.
Der meistdiskutierte Punkt in der deutschsprachigen Kritik war, wie Bertolucci die damalige Zeit und die 1968er-Bewegung behandelt. Die Frankfurter Rundschau freute sich über eine verspielte, lustvolle, mal schlaue und mal entwaffnend naive Rückkehr zu einem stimmigen Verhältnis zwischen eskapistischer Schaulust und Politik. Die Sympathie des Regisseurs gehöre sowohl dem Träumen wie der Vernunft. Das Politische beschränke sich auf nachvollziehbare Andeutungen „über die seltsame Schutzglocke, die ein linkes Bürgertum in jener Zeit der politischen Jugend bot“. Dass der Film einige Nostalgie nach 1968 enthalte, meinte auch die Berliner Zeitung. Der Streifen treffe Geist und Gefühl der 1968er-Bewegung jedoch ziemlich genau, deren Träger nicht erwachsen werden wollten und sich die längste Pubertät der Geschichte erlaubten. Zudem sei er ehrlich, weil er den Amerikanismus der Bewegung nicht, wie viele Veteranen in Deutschland es inzwischen tun, unterschlage. Die Rezension im film-dienst stufte einerseits Bertoluccis Haltung nicht als Beschwörung der eigenen Jugendzeit, sondern als unbequeme Selbstbefragung ein, anderseits stellt diese Rezension fest, dass es beglückend sei, wie Bertolucci das damalige Lebensgefühl feiert. Er zeige präzise Wahn und Tristesse der Jugendlichen; gleichzeitig heißt es in dieser Kritik, er betreibe keine Denunzierung der Bewegung als fehlgeleitete Spinnerei. In der Zeit stellte Georg Seeßlen fest, Bertolucci gehe nicht der Frage nach, welchen politischen Sinn der Mai 1968 hatte. „Es ist nicht der Narziss Bertolucci, der sich noch einmal in die süße Zeit vor der Revolution träumt, es ist der erwachsene Künstler, der nach dem Zusammenhang von Narzissmus, Kino und Revolte fragt. Und nicht bereut, mittendrin in der Groteske der tragischen Kinder gewesen zu sein.“ Er rechnete Bertolucci hoch an, dass er sich der, je nach Standpunkt, Denunziation oder Zerknirschung verweigere, mit welcher der Mai 1968 im Rückblick oft behandelt werde. „Es ist, als würde man mit dem Erfolg der Revolte auch die Süße verneinen wollen.“ Bertolucci hingegen bewege sich lustvoll, leicht und persönlich durch das Thema. Die Welt war der Ansicht, Bertolucci werfe einen verschwommenen, unentschlossenen und widersprüchlichen Blick zurück, bei dem nicht klar werde, wen oder was er feiert, kritisiert oder bereut: Träume oder Nüchternheit, das Private oder die Revolte auf der Straße. Er habe nichts zu sagen und erinnere sich an seinen eigenen Traum nicht mehr.
Im englischsprachigen Raum fielen die Kritikerstimmen schwankend und gespalten aus, was sich bei Rotten Tomatoes in einer Positivquote von 60 Prozent, basierend auf der Auswertung von 163 Kritiken, ausdrückt. The Times nannte es eine „berauschende Verblendung von Der letzte Tango in Paris und Gefühl und Verführung, aber eine, die die schmuddeligen voyeuristischen Elemente beider enthält und weniger ihre relativen Stärken“. Roger Ebert gab dem Film hingegen seine Höchstwertung von vier Sternen und befand, der Film sei „außerordentlich schön“ und weise Bertolucci als einen der „großen Maler der Leinwand“ aus. Der Filme stecke voller „denkwürdiger und kraftvoller Nostalgie“.

#### Kritikenspiegel in Deutschland
Positiv
- Berliner Zeitung, 21. Januar 2004, S. 17: Die längste Pubertät der Geschichte (treffendes, ehrliches Porträt der 68er-Bewegung)
- film-dienst Nr. 2/2004, von Rüdiger Suchsland (selbstkritischer, doch nicht verleugnender Blick zurück)
- Frankfurter Rundschau, 22. Januar 2004, S. 31, von Daniel Kothenschulte: Vor der Revolution (erzähle lustvoll, unverkrampft, nostalgisch, in wunderbaren Bildern)
- Stern, 22. Januar 2004, S. 158, nicht gezeichnet: Die Reize der Revolution (kleiner, feiner Film, vermittle die anarchische Stimmung)
- Die Zeit, 22. Januar 2004, von Georg Seeßlen: Süße Revolution. Archiv (lustvolle Bejahung des Mai '68)

Eher positiv
- epd Film, Nr. 1 / 2004, S. 33–34, von Dietrich Kuhlbrodt (Film sei diskursiv nicht abgesichert, biete aber viel für die Sinne)

Eher negativ
- Cinema Nr. 1 / 2004, oberflächliche Auseinandersetzung mit Mai '68 als Aufhänger für Altherrenfantasien und Nacktheit[23]
- NZZ am Sonntag, 11. Januar 2004, S. 48, von Manfred Papst: Einvernehmliches Missverständnis (Lob für Bilder und Darsteller, aber Sinn des Romans verfehlt)

Negativ
- Hamburger Abendblatt, 22. Januar 2004, von Annette Stiekele: Dem Bürgertum die Zähne zeigen (kraftlose Provokationen, voyeuristisch)
- taz, 21. Januar 2004, S. 16, von Birgit Glombitza: Auf dem Hochsitz des Väterlichen (altväterliche Fantasien, glaube mit Sex noch schockieren zu können)
- Die Welt, 21. Januar 2004, von Hanns-Georg Rodek: Die Revolution endet in der Badewanne (thematisch unentschieden, bringe keine präzise Erinnerung an Mai ’68 zustande)

Übrige Beiträge
- Urs Jenny: Delirium zu dritt. In: Der Spiegel. Nr. 4, 2004, S. 148–149 (online – essayistische Besprechung).

### Auszeichnungen
Die Träumer war bei verschiedenen Filmpreise nominiert, darunter dem David di Donatello, dem Goya und dem Europäischen Filmpreis. Gewinnen konnte er allerdings nur den italienischen Filmpreis Ciak in den Kategorien für Kamera und Schnitt.

### Vorlage
- Gilbert Adair: Träumer (Originaltitel: The Dreamers). Deutsch von Thomas Schlachter. Edition Epoca, Zürich 2003, 166 S., ISBN 3-905513-31-5.

### Gespräche mit Bertolucci
- film-dienst Nr. 2/2004, S. 10–11: Aufwachen in der Zukunft
- Focus vom 12. Januar 2004, S. 54–56: „Politik ist Pornographie“
- Hamburger Abendblatt vom 23. Januar 2004: Was von den Utopien übrig blieb
- Welt am Sonntag vom 18. Januar 2004: „Kino, Politik, Rock ’n’ Roll, Sex“